# Isla Abra
Isla Abra är en ö i Chile.   Den ligger i regionen Región de Magallanes y de la Antártica Chilena, i den södra delen av landet, 2 200 km söder om huvudstaden Santiago de Chile. Arean är 1,1 kvadratkilometer.
Terrängen på Isla Abra är platt. Öns högsta punkt är 83 meter över havet. Den sträcker sig 1,3 kilometer i nord-sydlig riktning, och 1,5 kilometer i öst-västlig riktning.
Trakten runt Isla Abra består i huvudsak av gräsmarker. Trakten runt Isla Abra är nära nog obefolkad, med mindre än två invånare per kvadratkilometer.